# Valkyria
Valkyria in Liseberg (Göteborg, Schweden) ist eine Stahlachterbahn vom Modell Dive Coaster des Herstellers Bolliger & Mabillard, die am 10. August 2018 eröffnet wurde. Sie befindet sich an der Stelle, an der sich zuvor die Achterbahn Kanonen befand.
Die Thematisierung der Bahn bezieht sich auf Walküre, ein Geistwesen der nordischen Mythologie.
Die 700 m lange Strecke erreicht eine Höhe von 47 m und besitzt eine Abfahrt von 50 m, die in einen Tunnel führt. Die Strecke verfügt außerdem über einen Immelmann, eine Zero-g-Roll und eine Heartline-Roll.

## Züge
Valkyria besitzt drei bodenlose Züge mit jeweils drei Wagen. In jedem Wagen können sechs Personen in einer Reihe Platz nehmen.